# Sempre l'amore
Sempre l'amore è un album della cantante italiana Gloriana, pubblicato nel 1980.

## Tracce
Lato A
1. Qualcuno me vò bbene
2. L'ultima recita
3. 'O cuccudrillo
4. 'A voce d' 'o telefono
5. L'ammore d' 'a sirena
6. Senza l'ammore

Lato B
1. Si aggia perdere a te
2. 'O primmo peccato
3. Ribellione
4. Nun fernesce accussì
5. Stessa stanza
6. 'O streap tease